# The Ultimate Collection (album của Michael Jackson)
 Michael Jackson:The Ultimate Collection là bộ đĩa tổng hợp của Michael Jackson gồm có đĩa CD và một đĩa DVD.Đĩa DVD đó là Live in Bucharest: The Dangerous Tour, phải đến năm 2005 nó mới được bán đĩa DVD riêng biệt.

## Danh sách bài hát
The Jackson 5 từ bài 1 đến 8 (Đĩa 1), The Jacksons từ bài 8,11 đến 12, 18 đến 19 (Đĩa 1) và 8 (Đĩa 2)
Đĩa 1
1. "I Want You Back" (3:00)
2. "ABC" (2:58)
3. "I'll Be There" (3:58)
4. "Got to Be There" (3:23)
5. "I Wanna Be Where You Are" (2:57)
6. "Ben" (2:45)
7. "Dancing Machine" (single version) (2:37)
8. "Enjoy Yourself" (3:40)
9. "Ease on Down the Road" (w/Diana Ross) (3:19)
10. "You Can't Win" (from The Wiz) (7:18)
11. "Shake a Body" [Early Demo] (2:09)*
12. "Shake Your Body (Down to the Ground)" (single edit) (3:44)
13. "Don't Stop 'til You Get Enough" (6:04)
14. "Rock with You" (3:39)
15. "Off the Wall" (4:06)
16. "She's Out of My Life" (3:38)
17. "Sunset Driver" [Demo] (4:03)*
18. "Lovely One" (4:50)
19. "This Place Hotel" [còn gọi là Heartbreak Hotel] (5:44)

Đĩa 2
1. "Wanna Be Startin' Somethin'" (6:03)
2. "The Girl Is Mine" (w/Paul McCartney) (3:42)
3. "Thriller" (5:58)
4. "Beat It" (4:18)
5. "Billie Jean" (4:53)
6. "P.Y.T. (Pretty Young Thing)" [Demo] (3:46)*
7. "Someone in the Dark" (4:54)
8. "State of Shock" (w/Mick Jagger) (4:30)
9. "Scared of the Moon" [Demo] (4:41)*
10. "We Are the World" [Demo] (5:20)*
11. "We Are Here to Change the World" (from Captain EO) (2:53)*

Đĩa 3
1. "Bad" (4:07)
2. "The Way You Make Me Feel" (4:58)
3. "Man in the Mirror" (5:19)
4. "I Just Can't Stop Loving You" (Duet with Siedah Garrett) (4:13)
5. "Dirty Diana" (4:41)
6. "Smooth Criminal" (4:17)
7. "Cheater" [Demo] (5:09)*
8. "Dangerous" [Early Version] (6:40)*
9. "Monkey Business" (5:45)*
10. "Jam" (5:39)
11. "Remember the Time" (4:00)
12. "Black or White" (4:16)
13. "Who Is It" (IHS Mix) (7:57)
14. "Someone Put Your Hand Out" (5:26)

Đĩa 4
1. "You Are Not Alone" (6:01)
2. "Stranger in Moscow" (5:45)
3. "Childhood (Theme from "Free Willy 2")" (4:28)
4. "On the Line" (from Get on the Bus) (4:53)
5. "Blood on the Dance Floor" (4:12)
6. "Fall Again" [Demo] (4:22)*
7. "In the Back" (4:31)*
8. "Unbreakable" (6:26)
9. "You Rock My World" (5:09)
10. "Butterflies" (4:39)
11. "Beautiful Girl" [Demo] (4:03)*
12. "The Way You Love Me" (4:30)*
13. "We've Had Enough" (5:45)*

DVD - Live in Bucharest: The Dangerous Tour
1. "Jam"
2. "Wanna Be Startin' Somethin'"
3. "Human Nature"
4. "Smooth Criminal"
5. "I Just Can't Stop Loving You"
6. "She's Out of My Life"
7. "I Want You Back"/"The Love You Save"
8. "I'll Be There"
9. "Thriller"
10. "Billie Jean"
11. "Workin' Day and Night"
12. "Beat It"
13. "Will You Be There"
14. "Black or White"
15. "Heal the World"
16. "Man in the Mirror"

## Bản tại Nhật Bản
Bản tại Nhật Bản có thêm 5 bài hát là:
- "Blame It on the Boogie"
- "Human Nature"
- "Another Part of Me"
- "Heal the World"
- "One More Chance"